# Первый кабинет Терезы Мэй
Первый кабинет Терезы Мэй (англ. First May ministry) — 96-е (с момента образования в 1707 году Королевства Великобритания) правительство Великобритании, действовавшее с 13 июля 2016 года по 9 июня 2017 года под председательством Терезы Мэй.

## Формирование
23 июня 2016 года в Великобритании состоялся референдум о членстве страны в Евросоюзе, в ходе которого 52 % избирателей проголосовали за выход. 24 июня премьер-министр Дэвид Кэмерон, проводивший кампанию против выхода из ЕС, объявил о своей отставке к октябрю. Однако, уже 11 июля 2016 года единственным кандидатом на пост лидера консерваторов и нового премьер-министра осталась министр внутренних дел Тереза Мэй, и передача власти была назначена на 13 июля 2016 года.
Мэй сформировала свой кабинет 13 и 14 июля 2016 года. Впервые появились министерство по выходу из Европейского союза и министерство международной торговли. Наблюдатели ожидали большего представительства женщин в новом составе правительства, и повышение Эмбер Радд (министр энергетики и защиты окружающей среды во втором кабинете Дэвида Кэмерона, получила портфель министра внутренних дел) и Лиз Трасс (бывший министр окружающей среды, назначена министром юстиции и лордом-канцлером) оправдали эти оценки, поскольку сразу две женщины получили ключевые посты. При этом назначение Бориса Джонсона министром иностранных дел вызвало удивление. Онлайн-издание газеты The Daily Mirror напомнило в этой связи, что Джонсон как-то публично употребил в отношении представителей чернокожего населения термин piccaninnies (буквально означает «негритята», в современном английском языке воспринимается как расовое оскорбление).
В конечном итоге женщины составили только треть кабинета. Аналитики также отметили, что пять новых министров (то есть, 22 %) учились в государственных школах, а 43 % — в Оксфордском или Кембриджском университетах. В последнем кабинете Кэмерона 45 % министров посещали частные школы, а 54 % окончили названные выше университеты («Оксбридж»).

## Состав правительства
| Должность                                                                          | Имя                                               | Партия         | Портрет | Примечания |
| ---------------------------------------------------------------------------------- | ------------------------------------------------- | -------------- | ------- | ---------- |
| Премьер-министр, первый лорд казначейства, министр по делам государственной службы | достопочтенная Тереза Мэй                         | Консервативная |         |            |
| Канцлер казначейства, второй лорд казначейства                                     | достопочтенный Филип Хэммонд                      | Консервативная |         |            |
| Министр иностранных дел                                                            | достопочтенный Борис Джонсон                      | Консервативная |         |            |
| Министр внутренних дел                                                             | достопочтенная Эмбер Радд                         | Консервативная |         |            |
| Министр по выходу из Европейского союза                                            | достопочтенный Дэвид Дэвис                        | Консервативная |         |            |
| Министр обороны                                                                    | достопочтенный Майкл Фэллон                       | Консервативная |         |            |
| Министр международной торговли                                                     | достопочтенный Лиам Фокс                          | Консервативная |         |            |
| Министр юстиции, лорд-канцлер                                                      | достопочтенная Лиз Трасс                          | Консервативная |         |            |
| Министр образования, министр по делам женщин и равных возможностей                 | достопочтенная Джастин Грининг                    | Консервативная |         |            |
| Министр здравоохранения                                                            | достопочтенный Джереми Хант                       | Консервативная |         |            |
| Министр труда и пенсий                                                             | достопочтенный Дэмиан Грин                        | Консервативная |         |            |
| Лидер Палаты общин, лорд-председатель Совета                                       | достопочтенный Дэвид Лидингтон                    | Консервативная |         |            |
| Министр по делам бизнеса, энергетики и промышленного развития                      | достопочтенный Грег Кларк                         | Консервативная |         |            |
| Министр по делам окружающей среды, продовольствия и сельского хозяйства            | достопочтенная Андреа Ледсом                      | Консервативная |         |            |
| Министр международного развития                                                    | достопочтенная Прити Пател                        | Консервативная |         |            |
| Министр по делам Шотландии                                                         | достопочтенный Дэвид Манделл                      | Консервативная |         |            |
| Министр по делам Уэльса                                                            | достопочтенный Алан Кэрнс                         | Консервативная |         |            |
| Министр по делам Северной Ирландии                                                 | достопочтенный Джеймс Брокеншир                   | Консервативная |         |            |
| Министр по делам общин и местного самоуправления                                   | достопочтенный Саджид Джавид                      | Консервативная |         |            |
| Министр транспорта                                                                 | достопочтенный Крис Грэйлинг                      | Консервативная |         |            |
| Министр по делам культуры, СМИ и спорта                                            | Карен Брэдли                                      | Консервативная |         |            |
| Лидер Палаты лордов, Лорд-хранитель Малой печати                                   | Натали Эванс, баронесса Эванс оф Боуэс Парк       | Консервативная |         |            |
| Также имеют право участвовать в заседаниях Кабинета                                |                                                   |                |         |            |
| Главный парламентский организатор, Парламентский секретарь Казначейства            | достопочтенный Гэвин Уильямсон                    | Консервативная |         |            |
| Канцлер герцогства Ланкастерского                                                  | достопочтенный Патрик Маклохлин                   | Консервативная |         |            |
| Главный секретарь Казначейства                                                     | достопочтенный Дэвид Гок                          | Консервативная |         |            |
| Генеральный атторней Англии и Уэльса                                               | достопочтенный Джереми Райт                       | Консервативная |         |            |
| Генеральный казначей, министр Кабинета                                             | Бен Гаммер                                        | Консервативная |         |            |
| Государственный министр иностранных дел и по делам Содружества                     | достопочтенная Джойс Энелэй, баронесса Сент-Джонс | Консервативная |         |            |

## История
3 ноября 2016 года Верховный суд Великобритании вынес решение о необходимости голосования парламента для запуска процедуры выхода страны из Евросоюза, но пресс-секретарь правительства официально заявила, что это не замедлит процесс.
8 июня 2017 года состоялись досрочные парламентские выборы, по итогам которых 9 июня началось формирование второго кабинета Терезы Мэй, основанного на коалиции консерваторов и Демократической юнионистской партии.